# توتکان
توتکان (به انگلیسی: Totakan) یک منطقهٔ مسکونی در پاکستان است که در خیبر پختونخوا واقع شده‌است.